# Хагно
Хагно (грч. Ἁγνω) је у грчкој митологији била нимфа.

## Етимологија
Њено име има значење „чиста“, „чедна“, „света“, а изведено је од речи hagnos.

## Митологија
Хагно је била нимфа Најаде и вероватно Океанида са извора који је био њој посвећен и назван по њој, а налазио се на планини Ликеј у Аркадији. Веровало се да њен извор ствара Нефелине облаке. Заправо, када је земља била погођена сушом, свештеник Зевса Линкеја, након молитве и приношења жртви, дотакао је граном храста повшину извора ове нимфе и одмах су се створили облаци који су донели дуго очекивану кишу. Са својим сестрама, Недом и Тисојом, била је дадиља Зевсу док је био дете. О њој је писао Паусанија. Он је известио да је нимфа представљена у Мегалополису како у једној руци држи крчаг, а у другој патеру.

## Биологија
Латинско име ове личности (Hagno) је оригинални назив за род лептира чији је садашњи назив Psilocorsis.